# ريوكيو غولدن كينجز
ريوكيو غولدن كينجز (بالإنجليزية: Ryukyu Golden Kings)‏ هو فريق كرة سلة ياباني تأسس في 2007 يقع في أوكيناوا، يلعب في دوري بي جاي.

## وصلات خارجية
- الموقع الإلكتروني